# Последствия употребления MDMA и экстази
Исследования последствий использования MDMA начались с момента широкого распространения наркотика в середине 1980-х годов и сопровождались публичными и научными скандалами, связанными с общественными наркотическими паниками и наркополитикой. Оценки потенциала вреда и пользы MDMA очень различались, вплоть до полярно противоположных точек зрения.
MDMA — полусинтетическое психоактивное соединение амфетаминового ряда, относящееся к группе фенилэтиламинов, широко известное под сленговым названием таблетированной формы э́кстази (англ. ecstasy, другие названия — Адам, XTC, E, X, Молли, Манди). MDMA входит в число наиболее популярных наркотиков, особенно в молодёжной среде (см. «Социология рекреационного использования MDMA и экстази»). Производство, хранение, транспортировка и распространение MDMA запрещено конвенцией ООН и является уголовным преступлением в большинстве стран мира.
Согласно оценкам медиков, MDMA как таковой относится к группе низкоопасных рекреационных наркотиков, безопаснее алкоголя и табака. Основным поводом для беспокойства является потенциальная нейротоксичность MDMA, продемонстрированная на животных. Нейротоксичность рекреационного использования экстази, однако, до сих пор является предметом дебатов. Наибольшую опасность представляет то, что экстази могут принимать в сочетании с другими, более вредными наркотиками. Традиционно считается, что длительное использование MDMA из-за предполагаемой нейротоксичности может приводить к понижению когнитивных способностей, проблемам с памятью, бессоннице, вспыльчивому и агрессивному поведению и расстройствам настроения и внимания, но эти вопросы не выяснены до конца. Очень редко приём MDMA может приводить к серьёзным медицинским последствиям, крайне редко — к смертельному исходу. Вопросы вреда и пользы MDMA и его легализации, полной или частичной, стали предметом длительной борьбы в «войне с наркотиками» и сопровождались моральной паникой, публичными и научными скандалами.
Так же доподлинно известно о том, что в течение 72 часов после употребления MDMA, часто происходит спонтанный выброс нейромедиаторов выполняющих роли центра удовольствия и поощрения[прояснить], что может вызвать кратковременный мидриаз, продолжающийся вплоть до 6 часов. Увеличение глазного дна может сопровождаться паническими атаками, повышенной тревожностью и депрессией. Почему эффект возникает в течение 72 часов с момента употребления и возникает даже от минимальной принятой дозы, является ещё одним вопросом для более глубокого исследования воздействия MDMA на организм человека.
Помимо рекреационного использования, до своего запрета MDMA использовался в качестве вспомогательного средства в психотерапии:58. В XXI веке возобновились исследования MDMA как медицинского препарата: исследовательские организации в США, Швейцарии, Израиле, Великобритании тестируют его потенциальное использование как психотерапевтического средства для лечения посттравматических расстройств психики и депрессии, а также возможное применение его производных для лечения рака крови. Тем не менее по состоянию на 2015 год MDMA не имеет утверждённых медицинских применений, а по всем этим направлениям необходимы дополнительные исследования, чтобы определить баланс рисков и пользы.

## История

### Вред MDMA и «война с наркотиками»
В западном мире MDMA оказалось предметом длительной борьбы в «войне с наркотиками» между сторонниками максимально жёсткого запрета всех наркотиков и сторонниками более мягкого баланса пользы и вреда психотропных препаратов. Эта борьба вылилась в серию политических решений, затрагивавших в том числе и научные исследования. Большое количество предлагавшихся исследований, в том числе пилотные исследования возможности употребления MDMA для облегчения психологического состояния безнадёжных раковых больных, было либо запрещено FDA, либо стало поводом для многолетних дебатов об этичности и протоколах работ, а отсутствие исследований в свою очередь служило поводом для официальных лиц утверждать об отсутствии возможностей применения MDMA в медицине.
Сторонники запрета настаивают на том, что нейротоксичность MDMA уже продемонстрирована и доказана, и что широко распространённое среди пользователей и учёных — сторонников легализации мнение об этом препарате как «безопасном» является мифом, так как на протяжении многих лет постепенно выявляются всё новые доказательства негативных нейропсихобиологических эффектов потребления MDMA:303:117. Ещё одним аргументом является непредсказуемость смертельных исходов от приёма экстази и применение принципа предосторожности. В политике эту точку зрения поддерживают в первую очередь консерваторы.
Сторонники противоположной точки зрения указывают на проблему в общественной дискуссии вокруг вопроса о вреде MDMA, связанную с тем, что основания, на которых покоятся нынешние решения о признании экстази опасным веществом и тяжёлым наркотиком, не подтверждаются эпидемиологическими исследованиями, эти находки часто не воспроизводятся в последующих экспериментах, а научные исследования вопроса подвержены конформистскому подтвердительному по отношению к опасности MDMA сдвигу в финансировании и публикации результатов:44—45. Безусловно соглашаясь, что экстази не является «безопасным веществом», они указывают, что выявленные проблемы среди потребителей далеко не соответствуют по масштабам риторике прогибиционистов, и что многолетние и многочисленные исследования так и не обнаружили по-настоящему серьёзных проблем, которые безусловно уже были бы найдены, если бы они существовали:54. С политической точки зрения эта сторона дискуссии указывает, что запрет MDMA, соединённый с его широким распространением, фактически сделал уголовными преступниками существенную долю населения, связав молодёжную мейнстримную культуру с нарушением закона.
Даже критически относящиеся к легализации экстази авторы отмечают, что результаты многих работ, спонсированных и распропагандированных правительством США, являются вводящими в заблуждение:20. Классическим примером такого подхода считается скандал со статьёй о дофаминергической нейротоксичности рекреационных доз MDMA в журнале Science в 2002 году — которая была через год отозвана как ошибочная, что разрушило репутацию её основного автора Джорджа Рикарти, до этого считавшегося крупнейшим специалистом по нейротоксичности:44:158.

### Дэвид Натт и вред экстази

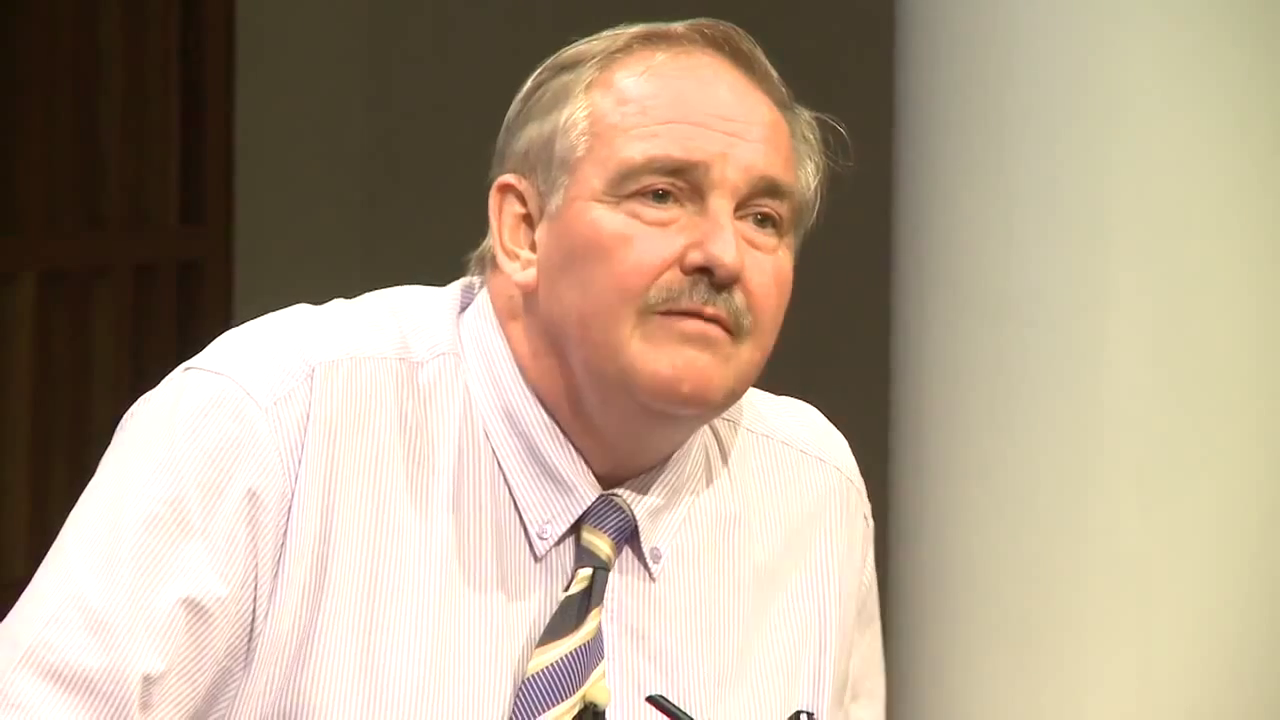
Дэвид Натт (2013)

В 2009 году профессор Дэвид Натт, тогда глава Совета по борьбе с наркотиками Великобритании, опубликовал в Journal of Psychopharmacology статью, сравнивающую риски употребления экстази с рисками занятия конным спортом: в то время как медицинские осложнения наступают примерно от каждой 10000-й таблетки экстази, аналогичные по тяжести инциденты случаются в среднем по разу на 350 человеко-часов верховой езды, что делает этот спорт, по его заключению, опаснее приёма экстази, и «поднимает критический вопрос, почему общество относится терпимо — и даже наоборот поощряет — определённые формы потенциально опасного поведения, но [отвергает] другие, такие как приём [психоактивных] веществ»:479. Это вызвало бурную реакцию политиков, часто возникающую, по мнению Натта, в политических дискуссиях о рекреационных наркотиках, и основанную на порочном круге рассуждений в терминах чёрно-белого мышления: «наркотики — это плохо и незаконно, поэтому сравнивать их вред с законными вещами нельзя, даже для того, чтобы определить, что будет законно, а что нет»:479.
В 2009 году Дэвид Натт раскритиковал в публичной лекции отнесение каннабиса в более тяжёлые наркотики — из класса C в класс B — с точки зрения того, что каннабис является менее вредным наркотиком, чем неконтролируемые алкоголь и никотин, и Хоум-офис потребовал, чтобы Дэвид ушёл с поста главы Совета:479. Вместе с Наттом в знак протеста против этого решения уволились ещё несколько членов Совета по борьбе с наркотиками, что породило публичный скандал. Заручившись финансовой поддержкой молодого директора хедж-фонда Тоби Джексона (англ. Toby Jackson), Натт основал Независимый научный комитет по наркотикам (англ. Independent Scientific Committee on Drugs):480. Взгляд Натта на иррациональность наркополитики, не принимающей во внимание научные исследования о вреде различных рекреационных наркотиков, разделяют и другие авторы, а в 2013 году Дэвид Натт стал лауреатом премии Джона Мэддокса (англ. John Maddox Prize) за отстаивание научных оснований в социально-значимых вопросах:479.
В 2010 году Натт с соавторами опубликовали в журнале Lancet экспертную шкалу вредности рекреационных наркотиков, вызвавшую очередные жаркие дебаты, как научные, так и публичные:480. На вершине списка по вредности оказался алкоголь, опередивший даже героин, а галлюциногенные грибы и экстази оказались в хвосте:480. Оценки работы варьируются от «псевдонаучного упражнения» — самые жёсткие критики отвергли саму методологию сопоставления наркотиков по вреду — до «квантового скачка» в направлении разработки более научно обоснованных и рациональных решений в наркополитике:480, однако, по мнению Юргена Рема (англ. Jürgen Rehm), та статья, при всех её недостатках, является весьма влиятельной и открыла новую эпоху, разделив исследования в этой области на «до неё» и «после»:480. Следует отметить, что все работы, выполненные в этой парадигме экспертных оценок вреда рекреационных наркотиков различными группами экспертов, показывают высокую сходимость результатов:5.

### Современные исследования
С самого запрета MDMA в 1986 году потенциальные его применения как психотерапевтического средства продвигает некоммерческая Междисциплинарная ассоциация изучения психоделиков (MAPS). Исследования идут достаточно медленно из-за трудностей в получении необходимого финансирования, так как MDMA не интересует фармацевтические компании, NIH и обычные фонды, по мнению MAPS, из-за невозможности запатентовать его медицинское применение и нежелания финансировать исследования, которые могут показать положительные применения веществ, объявленных «тяжёлыми наркотиками»:28. Организация критикуется за излишнюю уверенность в сугубой положительности использования психоделической психотерапии.
В 1993—1995 годах в Калифорнийском университете в Лос-Анджелесе прошли исследования первой фазы клинических испытаний MDMA — проверка безопасности его применения в предлагаемой для психотерапии форме. Затем с конца 2000-х годов в Израиле, США, Канаде и Швейцарии идут клинические испытания второго уровня для метода лечения посттравматического стрессового расстройства с помощью психотерапевтических сеансов под воздействием MDMA, в них приняли участие ветераны военных кампаний, женщины, подвергшиеся сексуальному насилию, и другие пациенты:4. Результаты этих пилотных экспериментов показали вероятную долговременную эффективность MDMA в случае таких расстройств, устойчивых к прочим видам лечения. Вопрос использования MDMA в психотерапии активно дебатируется с точки зрения баланса возможной пользы и вреда для пациента, а сторонники его использования с 2016 года приступили к третьему этапу широкомасштабных клинических испытаний MDMA, после которого, если он окажется успешным, возможно будет подать заявки на включение MDMA в списки медицинских препаратов, по которым, как планирует MAPS, будут вынесены решения к 2021 году:33—34. Параллельно с 2013 года идут клинические исследования возможности использования MDMA в психотерапии социофобии при расстройствах аутистического спектра:32, а также для облегчения психологического состояния безнадёжных больных:5.
MDMA использовался неофициально как средство, подавляющее тремор при болезни Паркинсона:2.14, эффективность его (+)-изомера в этих целях была продемонстрирована на мышах-моделях и других животных, но на людях официальных испытаний не проводилось:145. Также эффектом MDMA вызывать апоптоз клеток лимфомы в культурах заинтересовались онкологи, его производные соединения демонстрируют хороший потенциал как средства для химиотерапии:299—300.
Продолжаются исследования кратко- и долгосрочного влияния MDMA на организм у лабораторных животных, подопытных добровольцев (в исследованиях по психотерапии и эффектам MDMA) и рекреационных пользователей нелегально производимого вещества. Для последних происходит переход от кросс-секционных исследований, сравнивающих между собой группы пользователей в один момент времени, к проспективным исследованиям, позволяющим понять причинные связи и динамику выявленных ранее в кросс-секционных исследованиях дефицитов памяти и умственных способностей у пользователей экстази/MDMA — присутствовали ли они у них изначально, либо развились затем, по мере употребления экстази/MDMA, и не связаны ли они с часто наблюдаемым среди интенсивных пользователей потреблением других наркотиков или их сочетаний:Table 1. Основной вопрос нейротоксичности MDMA при его умеренном использовании, вокруг которого уже долгие годы ломают копья сторонники полного запрета вещества и сторонники его использования в медицине и даже в рекреационных целях, по состоянию на 2013 год не разрешён:84.
| Основные вопросы влияния MDMA, исследование которых не завершено:83 |
| --- |
| - Оказывает ли длительный повторяющийся приём экстази долговременное влияние на настроение и умственные способности ? - Оказывает ли MDMA при его рекреационном использовании токсическое действие на мозг? - Если оказывает, то какова природа этой нейротоксичности? - Может ли MDMA вызывать зависимость, и если может, какие подходы могут применяться для её лечения? - Имеет ли MDMA потенциальную пользу как ассистирующее средство при психотерапии? |

## Употребление MDMA

### Эффекты MDMA
MDMA как психоактивное вещество действует сразу на несколько нейромедиаторных и нейрогормональных систем и интенсифицирует переживания, как субъективно приятные, так и, в меньшей мере, неприятные:293. Он способен вызывать чувство эйфории, открытости и близости по отношению к другим людям при одновременном снижении страха и тревожности (см.):292. Данные эмоциональные эффекты очень устойчивы, что по мнению некоторых исследователей выделяет MDMA среди других психостимуляторов и психоделиков в отдельную группу эмпатогенов (см.). Однако MDMA может также усиливать депрессию, тревожность и другие негативные эмоциональные состояния. Кроме того, MDMA действует как стимулятор, хотя и не такой сильный, как амфетамины (см.).
Воздействие MDMA на организм, в отличие от галлюциногенов, предсказуемо (что подтверждается двойными слепыми исследованиями) и имеет определённые фазы, завися при этом от дозы, эмоционального и физического состояния человека, а также толерантности организма. Среди всей семьи близкородственных эмпатогенов MDMA, как считается, вызывает наиболее субъективно приятные эффекты, что является причиной его неизменной популярности на рынке синтетических наркотиков:249.
Обычно первые эффекты проявляются в течение 30—60 минут после перорального введения, достигая пика через 75—120 минут. Затем следует фаза плато (англ. plateau), которая длится приблизительно 3,5 часа и заканчивается возвращением субъективных показателей к исходным значениям. Некоторые пользователи для продления желательных эффектов принимают дополнительные таблетки экстази либо сразу (на сленге это называется «складированием» — англ. stacking) либо во время плато, растягивая таким образом эффект («бустинг» — англ. boosting):217. Клинические проявления употребления экстази могут значительно варьировать, так как дозировка MDMA, а также состав примесей, в том числе психоактивных, меняются от таблетки к таблетке в широких пределах (см. здесь и здесь):58—59.
Эффекты также варьируются в зависимости от дозы: субъективно положительные эффекты нарастают примерно до дозы в 100 мг, а затем начинают спадать на фоне усиливающихся субъективно отрицательных и полностью пропадают при дозировке около 180 мг:86.
Принимающие экстази описывают своё внутреннее состояние обычно как эйфорию, интимность и близость к другим людям — «все люди — мои друзья»; ощущение «полёта, бесконечного счастья, высокой чувствительности»:293. В период действия MDMA повышается самоуверенность, настроение, мнительность, экстравертированность, наблюдается ускорение ассоциативных процессов, повышенная чувствительность (зрения, слуха, осязания), бодрость и эмоциональное возбуждение:59. Некоторые пользователи могут испытывать состояние ошеломлённости, нарушения восприятия и/или расстройства самовосприятия:59, изменения восприятия времени и пространства, мании, сбои в мышлении, страхи потерять контроль над телом и разумом, галлюцинации и псевдогаллюцинации, синестезию, изменения в восприятии, обостряется память и/или воображение.
Побочные действия MDMA сходны с другими стимуляторами амфетаминового ряда и включают в себя: излишне повышенный тонус мышц, повышение артериального давления (обычно как после физических нагрузок средней силы), тризм жевательной мускулатуры (сложности при раскрытии рта), бруксизм (скрежет зубами), акатизию (невозможность усидеть на месте), реже — сухость во рту, бессонницу, головную боль, головокружение, тошноту, снижение аппетита, смазанность зрительного восприятия (см. таблицу):59:3—4. После прохождения плато в течение нескольких дней характерные жалобы включают в себя боль и «зажатость» мышц, понижение внимания и настроения, тревожность, ухудшение сна и бессонницу:59:298—299.

### Рекреационное употребление

#### Способы рекреационного употребления
|  |  |
|  |  |
|  |  |

MDMA обычно употребляют перорально — в виде таблеток экстази:57 или порошка кристаллического MDMA, иногда в США называемого «Молли» (англ. Molly, происходит от англ. molecular — молекулярный), а в Великобритании — «Манди» (англ. Mandy). Иногда вещество встречается в капсулах или в растворах:88, порошок также могут разводить в жидкостях для употребления. В середине 2000-х годов некоторое время были популярны MDMA-бомбы — кристаллы вещества, обёрнутые папиросной бумагой, которые глотали не разжёвывая:295, в США предпочитают заворачивать кристаллы для глотания в косметические салфетки — такой метод потребления называют парашютированием (англ. parachuting):88.
Более редко MDMA употребляют ингаляционно (курение кристаллической формы, иногда с марихуаной), интраназально (раскрошив таблетку или кристаллы и вдыхая, подобно кокаину), вводят с помощью инъекции:295 или ректально. Вдыхание через нос приводит к более выраженному эффекту, но влечёт за собой немедленные серьёзные проблемы со слизистой, вплоть до носовых кровотечений:295. Пользователи экстази, совершавшие инъекции, утверждают, что в такой форме дозы могут быть ниже, но эффект препарата слишком резок, а отрицательные постэффекты проявляются сильнее, поэтому они обычно отказываются от инъекций, возвращаясь к пероральным методам:295.
Типичная разовая доза для перорального употребления составляет 120 мг (1,2—1,4 мг/кг массы тела), хотя диапазон принимаемой дозы может варьироваться от 50 мг до 700 мг (от 1 до 10 таблеток за ночь — из-за развивающейся толерантности; см.):57.
В настоящее время (2014) средняя таблетка экстази обычно содержит от 60 до 100 мг MDMA, часто с примесью амфетаминовых стимуляторов, кофеина, других психоактивных веществ:46—47:246. Таблетки, обычно диаметром 7—9 мм, часто делаются ярко-цветными и клеймятся разнообразными рисунками, являющимися своеобразными «торговыми марками» и служащими для различения пользователями партий наркотика и лабораторий — что на самом деле создаёт иллюзорное чувство безопасности, так как состав таблеток даже с единым рисунком варьируется в широких пределах:92, вероятно, из-за различных их источников:46 (отмечена также тенденция к падению количества MDMA в таблетках с тем же клеймом с течением времени с заменой на более дешёвый метамфетамин:21, а также продажа под видом экстази похожих на него таблеток медицинских препаратов).

#### Частота и объёмы рекреационного употребления

Потребление MDMA в Италии по дням недели по анализу сточных вод — с учётом задержки виден пик потребления в выходные

Обычный паттерн покупок таблеток экстази в клубах — единицы—десятки штук, для личного потребления обычно покупаются единицы, десятки характерны для покупок сразу на компанию друзей:47. Число используемых за один раз таблеток колеблется в районе 1—4, со средними значениями 2—3, с примерно 3—4 эпизодами употребления в месяц, что типично для рекреационных наркотиков, употребляемых только по уик-эндам, но не в середине недели:47—51:94. Часто такая структура потребления сохраняется годами без изменения частоты и дозировки, хотя примерно 3/4 пользователей отмечают постепенное падение желательных эффектов потребления и нарастание отрицательных, кратко- и среднесрочных:94. Для продления желаемых эффектов и из-за развивающейся толерантности многие пользователи экстази (до 35 %) используют бустинг — добавление дополнительных доз через некоторое время после основной исходной:244. Частое употребление экстази — чаще, чем раз в неделю, типично ассоциировано с полинаркоманией, и большинство этих пользователей не рассматривают экстази как предпочтительный наркотик (см.):129. Социологические исследования не выявляют когорты ежедневных пользователей только экстази, что затрудняет исследования эффектов хронического употребления MDMA:129.
В краткосрочной перспективе возможно формирование психологической зависимости от экстази. В связи с возрастающей толерантностью к действию MDMA регулярные пользователи со временем иногда увеличивают дозы единоразового приёма, подобно развитию амфетаминовой или кокаиновой наркомании:61:294: в литературе зафиксированы случаи компульсивного потребления экстази по 10—25 таблеток за раз:47—51. Однако, как по отчётам самих потребителей, так и по некоторым научным исследованиям, это, как правило, не помогает прекратить падение выраженности желаемых эффектов от употребления экстази, но сопровождается нарастанием негативных побочных эффектов, что, в конце концов, приводит подавляющее большинство пользователей к самостоятельному прекращению или крайнему ограничению приёма наркотика (только для «специальных случаев» или «мегасобытий» 2—3 раза в год:9) (см.):61:294.
Социологические исследования пользователей экстази показывают, что его использование типично является временным явлением, и прекращается в связи с потерей интереса или изменением жизненных обстоятельств (переездом, переходом на другую работу, женитьбой и тому подобным). Учитывая социальный контекст и подобные траектории использования экстази, его можно отнести скорее не к наркотикам, вызывающим зависимость, а к инструментальным психоактивным веществам, используемым свободно с целью улучшения социального взаимодействия, сексуального поведения, преодоления скуки и рутины с помощью новых ощущений, и для гедонистического наслаждения, в частности, получения эйфории:52—53.

### Предлагаемое употребление в психотерапии
MDMA предлагается использовать в психотерапии, и некоторые психотерапевты используют его, несмотря на нелегальность:152:16. В легальных исследованиях эффективности MDMA-сочетанной психотерапии стандартная доза для орального применения составляет 125 мг рацемической смеси, при желании терапевта она дополняется через 1,5—2,5 часа половинной дозой в 62,5 мг вещества:55. Подготовка психотерапевтов и проведение сессий регламентируется специальными инструкциями, разработанными MAPS.
Пропоненты утверждают, что использование MDMA в такой дозировке всего в одной, двух или трёх психотерапевтических сессиях не даёт существенного риска нейротоксичности и привыкания, но способно вызвать долговременный или даже постоянный положительный эффект при тяжёлых расстройствах психики, например, депрессии, — что подтверждается отдельными свидетельствами из поры, предшествовавшей запрету препарата, ретроспективным анализом результатов небольшой экспериментальной программы психоделической терапии в Швейцарии 1988—1993 годов и некоторыми более новыми предварительными плацебо-контролируемыми исследованиями для устойчивого к терапии посттравматического стрессового расстройства. Оппоненты указывают на риски потенциальной нейротоксичности MDMA, риски индивидуальных отрицательных эффектов — особенно сильные для лиц, страдающих психологическими проблемами, а также общественные риски восприятия MDMA как безопасного вещества, способного решать психологические проблемы:300—301. По этим вопросам идёт интенсивная полемика, но обе стороны согласны, что для оценки баланса вреда и пользы необходимы дальнейшие исследования:300—301.

## MDMA и экстази
В начале распространения экстази отличалось от других нелегальных веществ высоким качеством: в Калифорнии анализ 1986 года показал, что основной примесью в уличных таблетках являлся MDA — также психоактивное вещество с близким действием, однако более токсичное:291. В первой половине 1990-х годов качество уличного экстази, измеряемое средним количеством MDMA в таблетке и наличием/отсутствием вредных для здоровья примесей, последовательно снижалось. К середине десятилетия многие таблетки экстази вообще не содержали MDMA:291. Затем в конце 90-х — начале 2000-х годов качество снова поднялось до уровня 1980-х, после чего несколько деградировало к концу 2000-х, что связывают с ограничением доступности прекурсора MDMA пиперонилметилкетона (MDP2P) (см.):291:115. В дальнейшем появилась тенденция к новому повышению содержания MDMA в таблетках экстази в связи с переходом на новые прекурсоры:115, продолжающаяся по 2015 год:7—9. С 2010-х годов получил распространение также порошок MDMA — молли или манди, пользующийся славой более чистого варианта препарата, чем таблетки экстази.
Вообще под названием экстази иногда объединяют всю группу близкородственных MDMA эмпатогенов:vi и даже более широкий круг соединений и смесей — стимуляторов нервной системы, так как некоторые таблетки, продаваемые как «экстази», вообще не содержат MDMA, и достаточно часто встречаются таблетки, содержащие другие эмпатогены-энтактогены (MDA, MDEA и прочие), а также, вдобавок или вместо них, пара-метоксиамфетамин (PMA), метамфетамин, кофеин, эфедрин, декстрометорфан, кетамин или, с начала 21 века, пиперазины (BZP, TFMPP и другие):21:115 (иногда «жидким экстази» (англ. liquid ecstasy) называют также GHB). Так, в во время существенного падения частоты встречаемости MDMA в таблетках экстази в Нидерландах в 2008—2010 годах (с 90 % до 40 %), действующими веществами таблеток экстази выступали 2C-B, амфетамин, метамфетамин, 4-фторамфетамин, кетамин, форметорекс, пара-фторфенилпиперазин и чаще всего mCPP (более 30 % таблеток) и мефедрон (примерно 10 %).
Тем не менее, исследования образцов волос людей, принимающих экстази, практически всегда показывают присутствие MDMA (2008 и 2011):291, равно как и анализы продающихся в Европе и США таблеток:46—47: в таблетках экстази, продаваемых во второй половине 2000-х годов в Нидерландах, уровень содержания MDMA колебался от 70,5 до 84,7 %, а в Великобритании — от 33,1 до 51,8 %:79, в США с конца 1990-х по середину 2010-х год 80—90 % таблеток экстази содержат MDMA в количестве типично 73—89 мг, хотя встречаются величины и в 20, и в 150 мг на таблетку:246. Временами проходят партии «суперсильного» экстази, содержащие более 150—200 мг MDMA на таблетку. Динамика и современное состояние состава таблеток экстази и порошков молли в некоторой степени прослеживается благодаря анализам образцов, анонимно присылаемых на сайт http://www.ecstasydata.org для тестирования:84.
Существует также соответствие между силой и проявлениями желательных и побочных эффектов приёма экстази по субъективным отчётам пользователей и содержанием таблеток, которое рисует «идеальные ожидаемые эффекты» экстази совпадающими именно с эффектами приёма MDMA:1. Поэтому типично в медицинской литературе экстази и MDMA считают практически совпадающими понятиями, хотя методологическая проблема сопоставления их эффектов признаётся:46—47:3, и в обзорах и статьях типично проводится чёткое различение между этими факторами:84:1:4.

## Общие оценки вреда для здоровья
| Другие оценки социальной и индивидуальной вредности рекреационного использования психоактивных веществ |
| --- |
| |

Шкала вредности 2015 по данным международной экспертной группы из стран Европейского союза

Шкала вредности 2015 по методу предела экспозиции (Margin of Exposure (MOE)) — чем выше значения, тем безопаснее вещество

На сегодняшний день не существует серьёзных научных доказательств того, что приём одной типичной дозы MDMA (75—125 мг) может нанести необратимый вред физическому или психическому здоровью человека:61, хотя в качестве возможных рисков указывается, что его метаболит MDA приводит к отмиранию производящих серотонин нейронов, и есть данные о том, что MDMA в дозах от 5 мг/кг (существенно бо́льших типичных рекреационных для человека) вызывает повреждения серотониновых нейронов у крыс и других лабораторных животных:6.2—3. Не существует также данных о физиологической или серьёзной психологической зависимости от препарата:7.1.
На основании данных по Великобритании, статистический риск смерти от приёма экстази оценивается как 1 к 1,8 миллиона в расчёте на одну принимаемую таблетку:4.17. Приём MDMA, в отличие от других распространённых наркотических препаратов, не приводит к приступам паранойи, агрессивному, несдержанному или рискованному поведению, сексуальному насилию:10.5,8,9. Есть данные о вероятном долговременном ухудшении памяти и способности планировать свои действия у пользователей экстази, но величина эффектов не выводит их за пределы нормальных диапазонов:6.11. Метаобзор всех данных по вредным последствиям приёма экстази, опубликованных к 2009 году, нашёл слабые, но консистентные негативные различия по многим исследованным параметрам между пользователями экстази и контрольными группами полинаркоманов, однако качество практически всех исследований таково, что этот вывод нужно интерпретировать весьма осторожно:153. Также отмечается то, что найденные эффекты не являются клинически релевантными и их влияние на качество жизни пользователей остаётся неизвестным:156—157.
Основной риск для применяющих MDMA состоит в том, что таблетки экстази, произведенные нелегально, потенциально могут содержать другие вещества — метамфетамин, MDA, MDEA, которые более токсичны, чем MDMA, а также другие опасные химические примеси — побочные продукты кустарно проведённых химических реакций, поскольку ввиду нелегального статуса экстази нельзя говорить о каком-либо контроле качества подпольного производства:246. Эти проблемы также затрудняют оценку вреда от MDMA на основании исследований пользователей экстази:46—47. Другой серьёзной опасностью экстази является то, что этот наркотик может стать первым наркотиком при полинаркомании и явиться первым шагом на пути потребителя к более опасным запрещённым веществам, что часто происходит на самом деле (см.).
Согласно отчёту парламентской комиссии Великобритании 2006 года, использование экстази само по себе менее опасно, чем использование табака или алкоголя с точки зрения влияния на общество и физическое здоровье, а также формирования зависимости (аналогичные результаты получены в исследовании 2015 года относительно индивидуального и социального вреда экстази по методу предела экспозиции (англ. Margin of Exposure (MOE)) — стандартному методу Европейского Союза для оценки вреда канцерогенов и мутагенов). Аналогично отчёт DEA за 2015 год относит MDMA и молли к непрекращающимся, но относительно малоопасным угрозам для США:88. К подобным выводам приходят и отчёты новозеландскому управлению наркополитики 2003 и 2009 годов:Ch. 4.
Противники экстази выражают опасения, что даже однократное употребление MDMA вызывает иногда серьёзные медицинские осложнения, вплоть до смертельного исхода, а в долгосрочной перспективе его употребление из-за предполагаемой нейротоксичности может нанести пагубный вред психическому здоровью:52—53. Однако в Великобритании, где пик популярности экстази пришёлся на 1980-е годы, к 2006 году не было отмечено каких-либо существенных отклонений по уровню психических заболеваний:Ev 92—93. За почти 30 лет широкого использования экстази миллионами людей, несмотря на многочисленные лабораторные работы о потенциальном его вреде, не зафиксировано никаких широкомасштабных проблем среди употребляющих:52—53, по сравнению с другими запрещёнными препаратами риск медицинских осложнений от экстази невелик:246 и для большинства осложнений не зависит от принимаемой дозы вещества:60 (не все авторы согласны с последним утверждением:246).
Профессор Дэвид Натт, возглавлявший до 2009 года Совет по борьбе с наркотиками, заключения которого должны были ложиться в основу политики британского правительства в отношении различных наркотических веществ, в 2007 году пришёл к выводу, что экстази, относящийся в Британии к самой опасной категории наркотиков — категории «А», — на деле примерно в восемь—десять раз безопаснее алкоголя и замыкает список (на восемнадцатом месте из двадцати) наиболее опасных веществ, потребляемых людьми, в плане социального и индивидуального вреда (обществу и здоровью индивидуума). Он сравнил риски употребления экстази с рисками занятия конным спортом, придя к выводу о большей опасности для здоровья последнего.
Профессор Натт был соавтором статьи, опубликованной в 2010 году в журнале The Lancet, в которой авторы отстаивали идею, что острие борьбы правительства Великобритании должно быть перенесено с MDMA (и ряда других наркотиков) на алкоголь и табак, которые являются гораздо более опасными для общества и личности. По поводу экстази в статье писалось:

…за исключением нескольких отдельных трагических случаев, экстази сравнительно безопасно. Несмотря на то, что около трети молодых людей пробовали этот наркотик и около полумиллиона потребителей каждые выходные, это вызывает менее десяти смертей в год. Один человек умирает ежедневно от острого алкогольного отравления и ещё тысячи хронических алкоголиков умирают ежегодно.
Оригинальный текст (англ.)…apart from some tragic isolated cases ecstasy is relatively safe. Despite about a third of young people having tried the drug and around half a million users every weekend, it causes fewer than 10 deaths a year. One person a day is killed by acute alcohol poisoning and thousands more from chronic use.

К аналогичным оценкам вреда от использования экстази пришло нидерландское исследование 2010 года и экспертная группа 20 наркологов из различных стран Европейского союза в 2015 году. Хотя методология этих работ подвергалась критике, приводящих к существенно другим результатам научно обоснованных оценок риска в литературе практически нет:480.

## Риск летального исхода
| Вещество | Смертей  | Употребляющих | Процент смертности |
| -------- | -------- | ------------- | ------------------ |
| Никотин  | 114 тыс. | 12,5 млн      | 0,912 %            |
| Алкоголь | 22 тыс.  | 58 млн        | 0,038 %            |
| MDMA     | 33       | 800 тыс.      | 0,004 %            |

Количество смертей, связанных с MDMA/экстази, в Англии и Уэльсе

По сравнению с распространением экстази вызываемая им смертность чрезвычайно низка — вероятность умереть от приёма экстази ниже, чем получить удар молнии. Несмотря на то, что количество смертей от MDMA, вероятно, недооценивается, этот же эффект характерен для всех наркотиков, что не изменяет данного вывода:12—13.
Известная статистика смертей, вызванных приёмом MDMA, даёт число меньше 10 человек в год, по данным из США за 1998:70, с последующим ростом до нескольких десятков человек в год. В Нидерландах — лидере производства MDMA в Европе — благодаря развитым программам минимизации вреда от экстази наблюдается менее одной смерти в год, при этом далеко не всегда они ассоциированы с действием самого MDMA. В Австралии за 2002—2008 годы было зафиксировано 95 смертей, когда в организме затем был обнаружен MDMA, при этом непосредственно с его действием связывается только 6 случаев смерти. В Великобритании с 1989 года, когда был задокументирован первый случай смерти, связанной с приёмом MDMA, по 2006 год было зафиксировано от 200 до 250 смертей после приёма этого наркотика, но почти все эти случаи были связаны скорее с обстоятельствами, сопровождавшими употребление наркотика, чем с токсическим воздействием MDMA на организм. Полное число смертей, связанных с приёмом экстази, зафиксированных в Великобритании с 1997 по 2007 год, составило 605 человек — причём многие из них связаны с совместным приёмом других наркотиков:292.
В результате статистический риск смерти после приёма экстази по британским данным грубо оценивается как 1 к 1,8 миллиона в расчёте на одну принимаемую таблетку, а если вычесть смерти, где в теле обнаруживаются также иные наркотики — то ещё в два раза меньше:4.17. По данным Англии и Уэльса за 1997—2007 годы смертность от экстази в группе 16—59-летних пользователей оценивается в 10,9 случаев на 100000 пользователей в год при сочетанном употреблении наркотиков и в 1,8 случаев — при употреблении только экстази. Известны несколько оценок общей смертности от экстази: 0,15/0,73/0,88/0,66 на миллион населения в год, полученные в Словении (2004)/Нидерландах (2007)/США (2004)/Австралии(2002—2008):139.
В сравнении с таким легальным наркотиком как никотин, риск смерти при употреблении MDMA в Великобритании оказался более чем в 200 раз меньше, чем риск смерти от табакокурения: 33 летальных случая на 800 тыс. пользователей (0,004 %) для MDMA против 114 тыс. смертей на 12,5 миллионов пользователей (0,912 %) для курящих. По данным этого же источника, в сравнении с другим легальным наркотиком — алкоголем, риск смерти от употребления алкоголя в 9,5 раз больше: 22 тыс. смертей на 58 миллионов (население Великобритании) пользователей (0,038 %). Смерти, при которых в крови обнаруживается MDMA, составляют в Европе малый процент всех смертей, связанных с наркотиками, в которых доминируют опиоиды: так, в Ирландии за 2014 год это 14 смертей из 219, во Франции за 2013 — 5 из 264:12.
Известными причинами смерти от влияния экстази являются: тепловой удар, приводящий к органной недостаточности, острая печёночная недостаточность, сердечный приступ, конвульсии, рабдомиолиз, рассеянное тромбообразование и наоборот — несвёртываемость крови:292. Самыми частыми состояниями, ведущими к смерти, оказываются гипертермия и гипонатриемия:147. По-видимому, риск смертельных осложнений не является дозозависимым:51.

## Риск серьёзных медицинских осложнений
Риск серьёзных медицинских осложнений от употребления экстази невелик:246 и меньше аналогичных рисков от других наркотиков: по данным из Великобритании количество обращений в больницы, связанных с употреблением экстази, в 2006/7 годах оценивается примерно в несколько тысяч (при оценках в 1,2 миллиона пользователей и 60 миллионах потреблённых таблеток), по сравнению с примерно 800000 обращений, связанных с алкоголем:4.4. Данные по США за 2001 год — пик распространения экстази — дают 5542 обращений, связанных с экстази, при 193043 обращениях, связанных с кокаином, 110512 — марихуаной, 93064 — героином, и 18555 — амфетаминами:246. К началу 2010-х годов, как говорят оценки SAMHSA, число обращений в США по сравнению с серединой 2000-х выросло и стабилизировалось около 23 тысяч в год (при примерно 6000 обращений, где MDMA/экстази было единственным вовлечённым веществом) — однако это полное количество представляет собой менее 2 % всех обращений, связанных со злоупотреблением запрещёнными психоактивными веществами (оценка — 1,25 миллиона в 2011, один кокаин приводит к полумиллиону обращений):298—299. В середине 2010-х наблюдается существенный рост передозировок MDMA из-за сильно возросшего его содержания в таблетках экстази: по данным Global Drug Survey с 2013 по 2015 доля пользователей экстази, обращавшихся в больницы за медицинской помощью в связи с его приёмом за последний год, возросла трёхкратно: с 0,3 % до 0,9 %.
Серьёзной проблемой при расчёте рисков и описании их клинической картины является нестабильность дозировки и состава таблеток экстази:246 и часто выявляемое при обращениях сочетанное его употребление с другими наркотиками (в более чем 80 % случаев по британским данным:10) — напротив, при лабораторных исследованиях чистого MDMA в контролируемых условиях на добровольцах (более 1100 человек к 2016 году) серьёзных медицинских осложнений, потребовавших госпитализации, не наблюдалось ни разу:4:3—4. Считается, что риск большинства осложнений не зависит от принимаемой дозы вещества:60, но не все авторы согласны с этим утверждением:246.
Наиболее часто встречающиеся осложнения в порядке убывания частоты по результатам систематического обзора литературы 2009 года: гипертермия, судороги, расстройства центральной нервной системы, печёночная недостаточность и гипонатриемия (неэксклюзивно):143, 147.

## Физиологическая и психологическая зависимость
Нет данных, что к MDMA формируется физиологическая зависимость:7.1. Пользователи отмечают признаки синдрома отмены, однако неясно, является ли он настоящим синдромом, или связан со среднесрочным влиянием MDMA на организм.
Согласно результатам исследований на животных есть данные о возможном развитии психологической зависимости от MDMA:216—217, но количество усилий, которые животные готовы затратить для получения новой дозы MDMA, значительно меньше, чем для кокаина, амфетамина, метамфетамина или опиатов, таких как героин и морфин:94. При этом по опросам среди в настоящий момент употребляющих экстази частота расстройств зависимости колеблется в районе десятков процентов, однако проспективные исследования показывают, что подавляющее большинство употребляющих экстази в дальнейшем прекращают или радикально снижают употребление — даже среди тех, кто показывал признаки зависимости в начале исследований (см.):61:294.
Люди прекращают использование экстази, не требуя для этого медицинского вмешательства:217. Обращающиеся за медицинской помощью для излечения зависимости от экстази составляют очень малый процент от полного числа обращающихся по проблемам зависимости при сравнимом уровне распространённости наркотиков, так, например, в Англии за 2007/2008 годы — 1059 человек из 201907 (чуть менее 0,5 %):7.3—4.

## Нейротоксичность
Вопрос нейротоксичности MDMA при его рекреационном использовании не вполне ясен и вызывает активные дебаты:84. Кроме того, нейротоксичными могут быть примеси и другие действующие вещества таблеток экстази, отличные от MDMA — что представляет собой методологическую проблему при связывании эффектов, наблюдаемых на пользователях экстази, с воздействием именно этого вещества. Известны четыре потенциальных механизма нейротоксичности: гипертермия, токсичные метаболиты MDMA, оксидативный стресс и нарушения регуляции митохондриального метаболизма.
Нейротоксичность MDMA продемонстрирована на животных, однако дозы, для которых этот эффект наблюдается, многократно превышают типичные рекреационные в расчёте на килограмм массы тела (однако могут приближаться к дозам при компульсивном употреблении экстази):46:92. При этом низкие дозировки не вызывают долговременных нейротоксических эффектов, в том числе дозировки, употребляемые животными самостоятельно. Для сравнения токсичности препаратов между видами обычно используются так называемые соотношения межвидового приведения, которые связывают предположительно эквивалентные дозы вещества через размеры человека и животного, однако эти соотношения прямо применимы только для простейших механизмов токсичности, в то время как MDMA демонстрирует сложные, а вдобавок к этому существуют ещё и различия в метаболизме вещества различными видами животных — в результате дискуссия о применимости этих отношений к нейротоксичности MDMA, тянущаяся с 1980-х годов, не разрешена определённо и к середине 2010-х:46:92:16.
Наряду со среднесрочным угнетением серотонинергических нейронов после приёма препарата, у большинства видов лабораторных животных после введения MDMA наблюдаются признаки дегенерации окончаний аксонов серотониновых нейронов (но не самих тел клеток:91:15), хотя происхождение эффекта до сих пор вызывает дебаты:290 — две основные конкурирующие гипотезы состоят в том, что либо происходит физическое отмирание окончаний, либо его не происходит, но в препаратах они не видны из-за резко понижающегося в серотониновых нейронах уровня экспрессии транспортировщика серотонина SERT и триптофан-гидроксилазы и соответствующего падения их концентрации в аксонах:91. Известно, что у животных нейротоксичность связана с гипертермией и снижается при содержании крыс в холодном окружении, а также что предшествующее введение малых доз MDMA снижает нейротоксические эффекты больших:91. Кроме того, введение MDMA непосредственно в мозг крыс не даёт последующего долговременного падения уровня серотонина, хотя приводит к такому же его изначальному выбросу:91. Это вызвало к жизни гипотезу, что нейротоксичность проявляют метаболиты MDMA, но не он сам, однако есть и работы, не подтверждающие этого вывода:91—92.
После прекращения введения MDMA у животных наблюдается восстановление окончаний, однако насколько оно полное — не ясно, в одной из работ был найден ненормальный рисунок аксонов у макак-резусов через 7 лет после последнего введения MDMA (однако без видимых проявлений на уровне поведения:569), другие показывают полное восстановление:91. Механический перенос данных с животных на человека невозможен, так как известны сильные межвидовые различия в нейротоксичности (например, у мышей в основном страдают дофаминовые нейроны, а у крыс и обезьян — серотониновые):91. Поведенческие и функциональные проявления нейротоксичности MDMA разнообразны, но для лабораторных животных невелики и трудновыявляемы:15.
| Предполагаемые изменения психологических функций у пользователей экстази, возможно, связанные с нарушениями серотонинового обмена:92—93 |
| --- |
| - Снижение когнитивных способностей - Ухудшение ретроспективной памяти - Ухудшение проспективной памяти - Ухудшение рабочей памяти - Ухудшение выполнения сложных когнитивных задач - Психомоторные расстройства - Увеличение частоты судорог и тремора - Уменьшение скорости движений - Ухудшение ловкости - Психобиологические изменения - Расстройства сна - Усиление болевых ощущений и уменьшение переносимости боли - Расстройства аппетита и пищевого поведения - Депрессия - Повышенная тревожность - Увеличение агрессивности |

Текущие пользователи экстази типично показывают пониженный уровень экспрессии транспортировщика серотонина SERT и триптофан-гидроксилазы в мозгу и общее угнетение активности серотонинергической системы нейронов, более выраженное в неокортексе и лимбической системе — где эффект понижения уровня SERT колеблется от умеренного до сильного, но неясно, насколько этот эффект пропадает после прекращения использования наркотика:298:92. В единичном случае посмертного исследования мозга 26-летнего многолетнего пользователя очень больших количеств экстази (и некоторого количества кокаина и героина) было обнаружено сильно сниженное содержание серотонина и продукта его метаболизма — гидроксииндолуксусной кислоты, а также SERT и триптофан-гидроксилазы:92. Известны изменения 5-HT рецепторов и изменения в картах активности мозга у пользователей экстази, но исследования пока единичны и не дают полной картины:291.
Указывая на долговременные нарушения серотонинового обмена, выявленные на лабораторных животных и на людях, употребляющих экстази, Бьезонски и Майер полагают, что даже в отсутствие доказательств прямого отрицательного воздействия на клетки нервной системы MDMA можно называть нейротоксичным веществом:290—291. С другой стороны, систематический обзор всех опубликованных до июля 2015 года данных по нейрокартированию мозга не сумел продемонстрировать никаких структурных или функциональных изменений мозга у умеренных пользователей экстази, а проспективные исследования в рамках нидерландской программы XTC Toxicity (NeXT) не показывают серотонергических дефицитов у пользователей после нескольких небольших доз экстази:93. Отдельной проблемой является связь серотонергических дефицитов с психологическими проявлениями — серотониновая система мозга вовлечена в очень большое количество различных процессов, но прямые её связи с ними исследованы недостаточно:92—93.

## Расстройства настроения, импульсивность
После употребления MDMA несколько дней может испытываться понижение настроения (или его перепады):248, причём тем вероятнее, чем больший опыт употребления имеет индивид: от около 30 % у новичков до около 80 % у частых пользователей. Некоторые работы не находят этого эффекта после учёта поправки на количество часов сна — экстази ухудшает сон в течение 5—6 дней после приёма:299, а недостаток сна снижает настроение и когнитивные способности.
Это понижение часто называют «серотониновым провалом» (англ. serotonin dip), предполагая, что оно связано со снижением уровня серотонина в головном мозге (см.):88. Кратковременные перепады настроения являются обычным последствием употребления MDMA. Наиболее характерным примером является «синдром абстиненции в середине недели», называемый в англоязычном мире англ. Tuesday blues или англ. suicide Tuesday («вторничная грусть» или «самоубийственный вторник»), название которого на английском языке отсылает к распространённому явлению, когда после употребления наркотика в ночь с субботы на воскресенье, депрессия достигает своего пика в последующий вторник. Связь этого явления с пониженным уровнем серотонина всё ещё остаётся недоказанной из-за сложности проведения нейрохимических измерений на живых людях:88.
Также регулярные пользователи MDMA отмечают усиление импульсивности, снижение концентрации внимания и хроническое понижение настроения, однако в лабораторных тестах и метаанализах эти эффекты надёжно подтвердить к 2013 году не удалось:60:88—89:131, 22. Наоборот, в трёх проспективных исследованиях выяснилось, что расстройства настроения часто предшествуют началу употребления экстази, которое, таким образом, используется в качестве своеобразного «лекарства» для улучшения настроения:89, а 4-летние лонгитюдные исследования по репрезентативной выборке молодёжи Австралии не показали после коррекции на прочие факторы повышения уровня депрессивной симптоматики среди употребляющих экстази.

## Агрессивность
В некоторых исследованиях утверждается, что под действием MDMA иногда может возникать чрезмерная вспыльчивость и агрессивное поведение, особенно если наркотик используется неопытным человеком:5.3. Одно исследование нашло более высокий уровень враждебности и агрессивности у пользователей экстази по сравнению с контролем среди пациентов, впервые госпитализированных с психотическими эпизодами. Однако признаётся, что вероятность того, что MDMA вызовет случайную агрессию, гораздо ниже, чем для других широко используемых наркотиков — алкоголя, амфетаминов и кокаина:5.3, а поведение находящихся под его действием людей в общем характеризуется как кооперативное и неагрессивное.
Низкий уровень серотонина ассоциируется с повышенной агрессией. В отношении MDMA это подтверждается отдельными исследованиями — наряду со снижением агрессивности сразу после приёма экстази, через 4 дня на фоне «серотонинового провала» у пользователей отмечается рост агрессивности как по самооценке, так и по объективным тестам. Есть предварительные данные, указывающие на корреляцию общего уровня агрессивности с кумулятивной дозой принятого экстази, причём агрессия быстрее поднимается в зависимости от дозы в группе людей с высоким самоконтролем, а эффект в группе людей с низким самоконтролем мал.

## Суицидальное поведение
Несмотря на название «вторник самоубийств» и твёрдо установленную связь депрессии с попытками суицида, данных по влиянию употребления экстази на частоту самоубийств немного. Известно небольшое количество самоубийств, которые можно напрямую связать с использованием MDMA:151, но как средство самоубийства приём больших доз экстази используется очень редко, вероятно, в силу того, что смертельная доза типично велика и слабо предсказуема, что известно его употребляющим.
По данным репрезентативной выборки подростков США 12—17 лет из National Household Survey on Drug Abuse (NHSDA) 2000 года использование экстази остаётся предиктором повышенной частоты попыток самоубийства и мыслей о нём после введения всех поправок на другие жизненные обстоятельства — относительный риск попытки самоубийства по сравнению с не использующими запрещённые вещества подростками составил 5,5 (13,2 без поправок — 19 % подростков, принимавших когда-либо экстази, совершали попытку самоубийства в течение последнего года). Аналогичные данные получены для репрезентативной выборки учеников старшей школы США за 2001—2009 годы: после коррекции на прочие параметры многомерный логистический регрессионный анализ показывает ассоциацию приёма экстази когда-либо с мыслями, планированием, попытками и серьёзными попытками самоубийств за последний год — с относительным риском от 1,6 до 2,9 (одномерный — 3,7—10,7). Опасность психоактивных веществ по одномерному анализу авторы ранжируют так: высокоопасные героин, метамфетамин, стероиды; среднеопасные кокаин, экстази, галлюциногены, аэрозоли; слабоопасные марихуана, табак, алкоголь. Направление причинной связи, однако, неясно: дизайн исследований не позволял уточнять временну́ю последовательность суицидальных попыток и мыслей и приём экстази (известно, что люди в депрессии иногда используют экстази для «подъёма настроения»:89); также возможно, что корреляция употребления экстази с этой частотой вызывается опосредованным эффектом более сильного употребления других наркотиков потребителями экстази по сравнению с непотребителями (см.).

## Влияние на умственные способности
Традиционно считается, что длительное использование MDMA приводит к понижению когнитивных способностей, а также может приводить к проблемам с памятью, бессоннице, вспыльчивому и агрессивному поведению и расстройствам настроения и внимания, что связывают с нейротоксичностью его метаболитов HHA и HHMA. Есть некоторые указания на нейротоксичность и самого MDMA, однако её степень и конкретный механизм её реализации неизвестны — в отличие от метамфетамина.
Учёные-сторонники легализации MDMA имеют ряд возражений к теории о связи снижения когнитивных способностей с приёмом MDMA и его существенности:53—54:
- этот эффект может вызываться не самим MDMA, а примесями, содержащимися в нелегальных и неконтролируемых таблетках экстази;
- этот эффект может вызываться не самим MDMA, а наркотиками, используемыми вместе с ним — приём экстази очень часто сопровождается полинаркоманией, тяжесть которой коррелирует с объёмом кумулятивной дозы;
- подобный, и даже более сильный эффект наблюдается также от употребления разрешённых веществ, например, алкоголя — он не специфичен для MDMA;
- само существование эффекта доказано слабо и может быть следствием социальной стигмы употребляющих, а не реальных биохимических процессов.

В нескольких последних, наиболее крупных и методологически правильных проспективных исследованиях не было найдено каких-либо негативных последствий для умственных способностей при умеренном потреблении только экстази (исключая маргинально обнаружимые негативные эффекты на зрительную память и стратегическое планирование). Другие исследования (обычно кросс-секционные) находят проблемы в некоторых высокоуровневых функциях, в то время как остальные остаются незатронутыми:296.
Общая структура ухудшения умственных способностей, если она находится, показывает наибольшее сходство с проблемами пациентов с повреждениями височных долей головного мозга:296. Наиболее выраженными оказываются эффекты, связанные с высшей исполнительной деятельностью (англ. higher executive functioning), такой, например, как планирование своих действий, которое проявляет тенденцию к ухудшению с ростом полной кумулятивной дозы принятого экстази:297:50, 118 — метаанализ 2016 года показал слабовыраженные значимые эффекты ухудшения доступа к долговременной памяти, переключения и обновления, без изменений в тормозном контроле. Влияние на IQ, способности к концентрации внимания и время реакции не прослеживается или минимально:23, 50. Все выявленные эффекты имеют малую величину (менее 0,5 стандартного отклонения), не выводя средние измерения за пределы нормальных значений:46.

## Влияние на память
При приёме MDMA существует тенденция к кратковременным провалам памяти, связанная с выбросом кортизола и окситоцина, а также отвлечением внимания из-за психоделических эффектов препарата:247.
Умеренные пользователи экстази обычно демонстрируют худшую долговременную и кратковременную память по сравнению с контрольными группами, даже клубными танцорами, не принимающими экстази, и пользователями других наркотиков:296. Не все исследования находят значимые различия, но метаанализы показывают эффекты ухудшения визуальной и вербальной памяти, варьирующиеся от средних до выраженных (между пользователями экстази и не пользующимися наркотиками контрольными группами, по отношению к пользователям других наркотиков эффекты варьируют от слабых до средних):60:296:118. Проспективное исследование 15 пользователей экстази с годовыми интервалами показало в первый год статистически значимое ухудшение памяти, измерявшееся по тесту на запоминание текста Ривермида, и такой же уровень или усугубление проблем на следующий год у 7 человек, продолживших приём экстази, в то время как 8 человек, прекративших его приём, продемонстрировали улучшение или остались на том же уровне:296.
Регулярные пользователи экстази консистентно демонстрируют ухудшение способностей к планированию своих действий в широком диапазоне исследований: как в лабораторных экспериментах, так и по собственным оценкам в социологических опросниках:296. Это ухудшение усиливается при переходе от групп со средним использованием к группам интенсивных пользователей, а также продемонстрировано относительно не только не употребляющих наркотики контрольных групп, но и употребляющих каннабиоиды и другие наркотики:296—297.
В то же время масштаб данных эффектов типично не делает их клинически релевантными — то есть не выводит параметры за рамки нормы:6.11.

## Стресс
Использование MDMA приводит к увеличению уровня кортизола, от 2-кратного в спокойных лабораторных условиях до 9-кратного для танцоров в клубах:295:247. Анализ волос постоянно использующих MDMA людей показывает хроническое 5-кратное увеличение уровня кортизола, также эти люди демонстрируют его избыток, по сравнению с контрольными группами, в стрессовых ситуациях. Выполнение сложных когнитивных задач ими затруднено, а хронические расстройства настроения (депрессия) также приводят к более высокому уровню стресса. Постоянно употребляющие экстази демонстрируют толерантность к кортизолу:295—296.

## Риски, связанные с поведением под действием MDMA
Увеличение социальности при приёме MDMA связано с рисками принятия решений, отрицательно влияющих на здоровье, таких как согласие на приём других наркотиков (которое не было бы дано в нормальном состоянии) и незащищённая сексуальная активность, способствующая распространению заболеваний, передающихся половым путём:247.
MDMA разнообразно влияет на навыки управления автомобилем, в общем эффекты оцениваются как средние, но не совместимые с безопасным вождением. Рассеяние внимания и ухудшение обработки информации под влиянием экстази ухудшает качество вождения: хотя базовые навыки затрагиваются не сильно, появляется тенденция к повышению приемлемого уровня риска. Например, по результатам исследований в симуляторах, MDMA несколько увеличивает плавность движения и уменьшает виляние, увеличивает скорость движения рук и способность следить за быстро движущимися объектами, но уменьшает воспринимаемую степень риска и способность воспринимать и предсказывать движение. Кроме того, MDMA уменьшает силу некоторых, но не всех, нарушений вождения, вызываемых алкоголем. По статистике, однако, MDMA нечасто встречается как фактор в дорожно-транспортных происшествиях — менее 1 % всех инцидентов со смертельным исходом.

## Психические расстройства
Механизм происхождения психических расстройств, вызываемых MDMA, точно неизвестен, но они достоверно чаще появляются у лиц, отягощённых предшествующими психиатрическими проблемами:60. К расстройствам может приводить хроническое употребление экстази или однократное использование крупных дозировок:60. Самыми частыми формами возникающих расстройств являются острые психотические расстройства и расстройства аффективной сферы, с преобладанием функциональных расстройств: параноидного психоза, идей отношения, деперсонализации и дереализации:60. Описаны случаи частичного помрачения сознания в виде обнубиляций, а также атипичных психозов с длительными LSD-подобными зрительными галлюцинациями:60.
Зафиксированы случаи появления вместо эффекта эйфории тревоги и приступов паники, которые обычно проходят через несколько часов, однако в редких случаях растягиваются на несколько месяцев:60:247, их частота существенно повышается при совместном использовании экстази и кокаина.
Вопрос о том, вызывает ли MDMA повышение частоты психических расстройств среди пользователей в долгосрочной перспективе, неясен. Двухлетнее лонгитюдное исследование молодёжи не обнаружило связи между изменением частоты и тяжести психических расстройств по отчётам пользователей и употреблением или не употреблением экстази.

## Влияние на печень
Метаболиты MDMA, особенно HHA и HHMA, могут отрицательно влиять на печень, кроме того, на неё отрицательно влияет перегрев организма, нередкий под действием экстази (см. ниже):60—61:247. Эксперименты на животных показывают, что риск повреждений печени возрастает, если возникает повышенная температура тела:247. Добавка MDMA в питательную среду, где размножаются человеческие клетки печени, приводит к их апоптозу:292. Есть предположения также об аутоиммунном механизме поражения печени под действием MDMA:60—61.
Одно исследование обнаружило повреждение печени у небольшого числа пользователей MDMA. Согласно исследованию 1998 года, использование экстази вызывает 36 % всех невирусных случаев печёночной недостаточности у пациентов моложе 25 лет:247. В связи с тем, что выявленные случаи поражения печени сосредоточены в Европе и крайне редки в США, вероятно, они вызываются не самим MDMA, а примесями в таблетках экстази:21—22, кроме того, отсутствие корреляции повреждений печени с частотой использования MDMA даёт основания предполагать спонтанность этого осложнения. В лабораторных исследованиях воздействия MDMA на людей гепатотоксичность не наблюдалась:240.

## Влияние на сердечно-сосудистую систему
Под действием MDMA повышаются артериальное давление и темп сердцебиения (см.), что приводит к повышенному риску зафиксированных после приёма экстази кровоизлияний в сетчатку глаза, а также, возможно, инфаркта и инсульта:60:248. Фактором риска может быть гипертоническая болезнь, ожирение или сердечно-сосудистое заболевание:248. Зафиксированы отдельные случаи внутричерепных кровотечений после приёма порошка молли.
Хотя зафиксированы случаи связанной с приёмом экстази внезапной остановки сердца, о риске этого осложнения практически ничего не известно:248. Есть предположения, что факторами риска являются кардиомиопатии и нарушения сердечной циркуляции:248. Возможно возникновение синусовой тахикардии:60, есть указания на возможность развития обратимого порока сердечных клапанов при приёме экстази:22—23.
Одно из самых опасных возможных осложнений при приёме экстази — синдром диссеминированного внутрисосудистого свёртывания крови (резкое снижение свёртываемости крови), возникающий иногда на фоне гипертермии (см. ниже):60. При хроническом использовании зафиксированы случаи тромбоцитопении и апластической анемии:60.

## Гипонатриемия
Зафиксирован ряд медицинских осложнений и летальных случаев после приёма MDMA, связанных с гипонатриемией — опасным понижением концентрации ионов натрия в крови, вследствие потери солей при потоотделении и чрезмерного приёма воды (водное отравление):60. Существующие рекомендации пользователям экстази включают употребление достаточного количества воды, чтобы восполнить потерю жидкости в организме, особенно с учётом жаркой атмосферы дискотек и повышенной физической активности от непрерывных танцев:Annex E, и многие им следуют:247. В то же время приём слишком большого количества воды может иметь фатальные последствия:247.
В случае опасного понижения содержания натрия в крови развивается отёк мозга, который приводит сначала к изменениям психических процессов, головной боли, а затем, в тяжёлых случаях — к конвульсиям и смерти:60:247. Это состояние не всегда можно быстро распознать, так как оно не имеет выраженных и однозначно диагностируемых внешних проявлений.
Гипонатриемия от приёма MDMA, вероятно, вызывается выбросом вазопрессина, осложняемым ощущениями жажды и сухости во рту как проявлениями серотонинового выброса:60, причём наиболее подвержены этому осложнению женщины (> 85 % угрожающих жизни состояний). Исследование в Нидерландах показало, что пониженный уровень натрия в крови наблюдается у 25 % женщин, против 3 % мужчин, принимающих экстази, при отсутствии значимых различий в частоте и объёме его использования:292. Это, возможно, связано с меньшим средним весом женщин и соответствующим увеличением концентрации от одной дозы экстази, а может быть связано и с гормональным статусом:292. Также в формировании этого состояния, вероятно, играют существенную роль внешние поведенческие факторы — физическая активность и неумеренное употребление жидкости, так как в контролируемых лабораторных условиях после приёма MDMA гипонатриемия не наблюдается:16.

### Профилактика гипонатриемии
Случаи гипонатриемии известны в спорте, когда спортсмены умирали от чрезмерного количества выпитой жидкости и потерь солей из-за активного потовыделения, и меры профилактики гипонатриемии под действием экстази прямо заимствуются из этой сферы. Они включают в себя рекомендации не пить много воды и не содержащих солей напитков (соков, газированных напитков) и наоборот, потреблять спортивные напитки без кофеина, минеральную воду и солёные закуски, в крайнем случае — подсоленную воду из расчёта две чайные ложки соли на литр воды, примерно поллитра воды в час при танцах и не более маленького стакана воды в час во время отдыха:Annex E.

## Гипертермия
Употребление MDMA заключает в себе такие же риски, как и употребление стимулирующих амфетаминов. Второй наиболее частой причиной смерти от MDMA является гиперпирексия — опасная гипертермия, повышение внутренней температуры тела до уровня (примерно 42 °C), когда начинается отказ («выключение») основных органов:292. Это повышение связано со стимулирующим обменные процессы выбросом серотонина (см.):247. В то же время в лабораторных условиях гиперпирексия от MDMA не наблюдается, а уровни содержания экстази в крови больных, у которых обнаруживается гипертермия, варьируются в широких пределах, так что это осложнение, по-видимому, не проявляет дозовой зависимости, а связано с обстоятельствами применения: танцевальные рейвы, где использующие экстази люди находятся в замкнутом жарком помещении в непрерывно танцующей толпе и испытывают серьёзные физические нагрузки, несут в себе фактор гипертермического риска:247. Вероятность возникновения гипертермии значительно возрастает, если вместе с MDMA употребляется алкоголь, амфетаминовые стимуляторы (фенамин, метамфетамин и производные), и даже кофеин (содержащийся в Кока-Коле, энергетических напитках, кофе и чае):60, а также никотин.
Доказано, что MDMA вызывает сужение капиллярных сосудов верхнего слоя кожи при одновременном резком усилении мозгового метаболизма и, соответственно, производства тепла в мозгу. Данный эффект усиливается эффектом обезвоживания, что понижает способность тела охлаждаться с помощью потоотделения, и эффектом тепловыделения при физических нагрузках, например, танцах. Ко всему прочему, MDMA-трип понижает способность правильно воспринимать психологические ощущения и реакцию организма на жажду, физическое истощение и усталость. Если пользователь MDMA не учитывает каждого из этих факторов и их комбинационного эффекта, он значительно повышает риск гиперпирексии, что может привести к возникновению острого некроза скелетных мышц, теплового удара, почечной недостаточности и последующей смерти:247.

### Профилактика гипертермии
Для профилактики перегрева в клубах оборудуют специальные «места для охлаждения»:60. Профилактика гипертермии от экстази не имеет отличий от профилактики теплового удара, за исключением того, что избыточное потребление воды для охлаждения может приводить к гипонатриемии, что настолько же опасно:247.

## Передозировка
Сильная передозировка занимает третье место в качестве причины смертельных исходов от MDMA, вызывая летальный серотониновый синдром. Хотя типичная рекреационная доза в 100—150 мг являет собой дозу, значительно меньшую летальной, нужно учесть, что у пользователей, уже находящихся под влиянием MDMA, может возникнуть идея принять дополнительную дозу вещества. Точная летальная доза для MDMA неизвестна:51, и, по-видимому, сильно индивидуально варьируется — анализы крови у людей, погибших от MDMA, показывают диапазон концентраций 0,17—13,51 мг/л (обычно — единицы мг/л, для сравнения — типичная максимальная концентрация после приёма рекреационной дозы составляет около 0,2 мг/л; см.), однако известен случай, когда пациент выжил после неудачной попытки самоубийства приёмом 50 таблеток экстази, когда концентрация MDMA составляла 86 мг/л:1176—1177, и два случая, когда при концентрациях 4,3 и 7,72 мг/л у пациентов не наблюдалось практически никаких серьёзных симптомов, лишь тахикардия и некоторое помрачение сознания. Вероятно, в силу этого разброса экстази не пользуется популярностью как средство самоубийства. У лабораторных животных LD50 колеблется в районе 50—100 мг/кг:162, экстраполяция этих данных на человека даёт 10—20 мг/кг:3. Противоядия от MDMA не существует:168.
Маленькие дети могут получить передозировку от одной взрослой дозы MDMA. Известен случай, когда 10-летний ребёнок нашёл таблетки экстази старших, одномоментно употребил пять из них, и умер от передозировки.
Небольшой процент людей может быть подвержен сильной чувствительности к MDMA, обусловленной наследственными причинами, что создаёт повышенную опасность при первом употреблении вещества. Особенно подвержены этому риску люди с врождёнными дефектами сердечно-сосудистой системы. Некоторые люди не обладают нужными ферментами, используемыми организмом для метаболизма и выведения MDMA. Один из таких ферментов — CYP2D6, по статистике отсутствующий у 5—10 % людей европеоидной и негроидной расы и у 1—2 % азиатов. Однако нужно заметить, что в исследованиях чёткая связь между вариантами и отсутствием фермента CYP2D6 и эффектами и проблемами с MDMA у таких пользователей не прослеживается.
Аллергические реакции на приём MDMA чрезвычайно редки, хотя исторически были зафиксированы отдельные случаи смерти в результате анафилактического шока, вызванного приёмом MDMA.

### Типичные симптомы передозировки MDMA[180]
| Степень передозировки | Симптомы |
| --------------------- | --- |
| Слабая                | Тревожность, возбуждение, раздражительность, бессонница, головокружение, тремор, усиленные рефлексы, мидриаз, приливы крови, обильное потоотделение, жажда, тошнота, рвота, бледность |
| Средняя               | Дезориентация, бред, повышенное кровяное давление, учащённое дыхание и сердцебиение, преждевременные сокращения желудочков, дискомфорт в груди, рвота, боли в животе, профузное потоотделение, умеренное повышение температуры, галлюцинации, панические атаки, повышенная концентрация креатинкиназы |
| Сильная               | Гиперпирексия (> 40 °C), судороги, кома, очаговая неврологическая симптоматика, шок, ДВС-синдром, печёночная недостаточность, отёк лёгких, дисбаланс электролитов крови (K+ > 6,5 мЭкв/л, Na+ < 125 мЭкв/л), рабдомиолиз, серьёзные желудочковые дисритмии                                            |

## Сочетаемость с медицинскими препаратами
Хотя передозировка от типичных доз чистого MDMA представляется маловероятной, надо заметить, что приём MDMA в комбинации с другими наркотиками или лекарственными препаратами может быть очень опасным (см. также соответствующий раздел). В частности, нужно отметить известные опасные комбинации, блокирующие процесс метаболизма MDMA или серотонина. Первый случай — это лекарство циметидин, известный также под названием тагамет или цинамет, используемое при лечении изжоги или язвенной болезни:703. Второй случай — это ряд антидепрессантов — ингибиторов моноаминоксидазы (ИМАО, MAOI), которая ответственна за расщепление «излишнего» серотонина:250: моклобемид, фенелзин, транилципромин, ипрониазид, а также ряд растительных препаратов аналогичного действия: страстоцвет (пассифлора), гармала, аяуаска, ибога. Третий случай — это ритонавир, антивирусный препарат, применяемый при лечении СПИДа, иногда под названием норвир, являющийся частичным ингибитором CYP2D6:249—250. Использование MDMA в комбинациях с этими препаратами чрезвычайно опасно, ввиду того, что организм становится неспособным метаболизировать MDMA, что может вызвать передозировку даже от типичной рекреационной дозы.
Также очень опасно применять MDMA при лечении антидепрессантами из группы селективных ингибиторов обратного захвата серотонина (СИОЗС, англ. SSRI) (такими как Флуоксетин — Прозак и другими), так как их совместное действие на серотониновые нейроны может привести к развитию острого серотонинового синдрома и смерти (см.).

### Несочетаемость MDMA с различными медицинскими препаратами[181]:701—703
| Анальгетики и опиоиды                                                                                       | Анальгетики и опиоиды |
| --- | --- |
| Кодеин, фентанил, метадон, меперидин, пентазоцин, пропоксифен, трамадол                                     | Повышают риск развития серотонинового синдрома |
| Алфентанил, фентанил, пропоксифен, антиаритмики — амиодарон                                                 | Ингибиторы CYP2D6, повышают концентрацию MDMA в крови с возможным токсическим эффектом                                                                |
| Антидепрессанты                                                                                             | |
| Вообще | Риск гипонатриемии |
| Дулоксетин, СИОЗС, препараты против мигрени — 5-HT1 агонисты, препараты для лечения зависимостей — буспирон | Повышают риск развития серотонинового синдрома |
| ИМАО | Риск угрожающего жизни повышения кровяного давления                                                                                                   |
| Антивирусные препараты — ритонавир, блокаторы H2-гистаминовых рецепторов — циметидин                        | Ингибиторы CYP2D6, повышают концентрацию MDMA в крови с возможным токсическим эффектом                                                                |
| Триптофан                                                                                                   | Вызывает ненормальную реакцию организма из-за изменения гематоэнцефалического барьера у пользователей MDMA, возможно развитие серотонинового синдрома |

## Влияние на репродукцию
Хроническое введение MDMA крысам-самцам, имитирующее рекреационное использование экстази каждый уик-энд на протяжении 12 недель, приводит к ухудшению качества спермы, но не снижает частоту коитусов и размеры помётов при скрещивании с не подвергавшимися воздействию MDMA самками.
Редкой формой проявления токсичности MDMA может быть приапизм, возможно, возникающий из-за перевозбуждения серотонинергической системы нейронов, однако обычное действие экстази противоположно (см.).
Предполагается, что MDMA, подобно другим веществам амфетаминового ряда, может быть тератогеном, то есть может вызывать задержки и патологии развития плода, что подтверждается в опытах на животных, однако механический перенос этих данных на людей невозможен:11—12. Экспериментальные данные на людях противоречивы:61. Одно лонгитюдное исследование детей, матери которых принимали экстази при беременности, показало после коррекции на все прочие факторы постоянно худшее качество моторных функций в возрасте 4, 12, 18 и 24 месяцев у детей группы матерей с высоким потреблением экстази во время беременности (в среднем около 2 таблеток в неделю), и постоянно лучшее, чем у контрольной группы не употреблявших, для группы матерей с низким потреблением экстази (в среднем около 0,1 таблеток в неделю):299.

## Влияние на иммунитет
Среди пользователей экстази распространено мнение о том, что его хроническое использование снижает иммунитет, однако неясно, вызывается ли это специфическим действием самого вещества на иммунную систему, или вторичными факторами: длительными изматывающими танцами, недостатком сна, более интенсивными телесными контактами, понижением аппетита и так далее:159. Есть ограниченные данные о том, что под действием MDMA падает количество лимфоцитов у крыс и у людей и изменяется производство цитокинов, отрицательно влияя как на врождённый, так и на приобретённый иммунитет — причём, вероятно, это не прямое, а опосредованное действие препарата через нарушение регуляции иммуномодуляторов. В опытах на грызунах обнаружено также, что MDMA может, наоборот, вызывать повышение концентрации провоспалительных цитокинов в центральной нервной системе, стимулируя глиальные макрофаги, и избирательно долговременно изменять проницаемость гемато-энцефалического барьера.

## Другие негативные последствия
Данные по ухудшению ловкости, скорости и точности движений, а также тремору, у пользователей экстази носят предварительный и противоречивый характер, с возможными указаниями на лёгкие моторные расстройства. Согласно отдельным отчётам, избыточное употребление экстази часто ассоциируется со слабыми двигательными расстройствами типа нервных тиков. В литературе описаны три случая развития паркинсонизма у пользователей экстази и существует гипотеза о связи их с MDMA, но никаких научных доказательств на 2015 год она не имеет — у людей и крыс, в отличие от мышей, MDMA не вызывает дофаминовой нейротоксичности.
Некоторые исследования находят слабое понижение болевого порога, увеличение интенсивности и уменьшение переносимости боли у пользователей экстази. Одно исследование выявило у крыс под действием MDMA бо́льшую потерю слуха от очень громких звуков, такой эффект приёма MDMA, по мнению авторов, может усугублять потерю слуха у завсегдатаев рейвов и клубов с громкой музыкой.
Описаны случаи развития у хронически использующих экстази людей дерматита (в особенности на фоне поражений печени), истирания внутренних поверхностей зубов (под действием бруксизма и употребляемых в клубах газированных напитков):61. Также из-за стимулирующих эффектов препарата интенсивные дыхательные движения при закрытом доступе воздуха в лёгкие могут вызывать проникновение воздуха из лёгких в грудную клетку и сопутствующие осложнения.
Согласно одному исследованию, употребление экстази вызывает увеличение частоты апноэ во сне:299. Также есть указания на увеличение частоты хронических расстройств сна, например, бессонницы, и ухудшение его качества у пользователей экстази:299.

## Особенности оказания медицинской помощи при осложнениях, связанных с приёмом MDMA
Данных по особенностям лечения осложнений недостаточно, поэтому рекомендуется обычное симптоматическое лечение осложнённых состояний:250—251. Основной метод борьбы с гипертермией от MDMA, как и от других амфетаминов — холодные ванны и пакеты со льдом, фармакологические методы неэффективны, за возможным исключением дантролена:1181.

## Дополнительные ссылки
- Psilocybin and MDMA reduce costly punishment in the Ultimatum Game